# Otto Wilhelm
Otto Wilhelm (ur. ok. 958, zm. 21 września 1026) – książę Burgundii w latach 1002–1004, hrabia Burgundii w latach 982–1026, hrabia Nevers w latach 987–992.

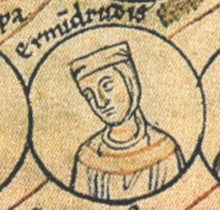
Pierwsza żona Otto Wilhelma – Ermentruda

Był synem Adalbert z Ivrei króla Włoch w latach 950–963 i Gerbergi z Mâcon. Jego pierwszą żoną była Ermentruda, córka hrabiego Renalda z Reims. Mieli pięcioro dzieci:
- Gwidon,
- Matylda,
- Gerperga – żona Wilhelma II księcia Prowansji,
- Renald I – kolejny hrabia Burgundii,
- Agnieszka – żona Wilhelma V Wielkiego, księcia Akwitanii

Drugą żoną Otto Wilhelma, była Adelajda Andegaweńska córka hrabiego Andegawenii – Fulka II, i Gerbergi du Maine. Nie mieli dzieci.

## Książę Burgundii
W 1002 roku został następcą swojego ojczyma Henryka w Księstwie Burgundii. Po dwóch latach doszło jednak do najazdu króla Francji Roberta II Pobożnego, bratanka Henryka, nieuznającego praw Otto Wilhelma do Burgundii. Robert Pobożny, nie zważając na brak poparcia wśród burgundzkich możnych, dokonał podboju Burgundii, zajmując Auxerre i Avallon oraz zmuszając do podporządkowania się Otto Wilhelma oraz jego zięcia, hrabiego Nevers, Landriego.